# Терд-Лейк (Іллінойс)
Терд-Лейк (англ. Third Lake) — селище (англ. village) в США, в окрузі Лейк штату Іллінойс. Населення — 1111 особа (2020).

## Географія
Терд-Лейк розташований за координатами 42°22′11″ пн. ш. 88°0′33″ зх. д. / 42.36972° пн. ш. 88.00917° зх. д. (42.369763, -88.009092).  За даними Бюро перепису населення США в 2010 році селище мало площу 2,21 км², з яких 1,53 км² — суходіл та 0,68 км² — водойми.

## Демографія
Згідно з переписом 2010 року, у селищі мешкали 1182 особи в 399 домогосподарствах у складі 334 родин. Густота населення становила 535 осіб/км².  Було 420 помешкань (190/км²).
Расовий склад населення:
| - 95,0 % — білих - 1,4 % — азіатів - 0,3 % — корінних американців - 0,3 % — чорних або афроамериканців - 1,3 % — осіб інших рас |

До двох чи більше рас належало 1,7 %. Частка іспаномовних становила 5,8 % від усіх жителів.
За віковим діапазоном населення розподілялося таким чином: 26,3 % — особи молодші 18 років, 65,8 % — особи у віці 18—64 років, 7,9 % — особи у віці 65 років та старші. Медіана віку мешканця становила 42,1 року. На 100 осіб жіночої статі у селищі припадало 104,9 чоловіків;  на 100 жінок у віці від 18 років та старших — 104,5 чоловіків також старших 18 років.
Середній дохід на одне домашнє господарство  становив 159 692 долари США (медіана — 109 375), а середній дохід на одну сім'ю — 171 259 доларів (медіана — 122 813). Медіана доходів становила 99 271 долар для чоловіків та 71 250 доларів для жінок. За межею бідності перебувало 2,3 % осіб, у тому числі 0,0 % дітей у віці до 18 років та 2,5 % осіб у віці 65 років та старших.
Цивільне працевлаштоване населення становило 652 особи. Основні галузі зайнятості: освіта, охорона здоров'я та соціальна допомога — 37,7 %, виробництво — 19,3 %, роздрібна торгівля — 9,0 %, науковці, спеціалісти, менеджери — 7,7 %.